# 聖マルガリタ (修道士処女伝説)
聖マルガリタ（羅: Sancta Margarita、生没年不詳）は、キリスト教の伝承上の聖人である。同名の聖人としてアンティオキアのマルガリタなどが知られる。

## 背景
修道士処女（モナコパルテノス）と呼ばれる物語には、マリーナ、ペラギア、マルガリタの名が頻出する。マルガリタが実在した記録は残されておらず、このマルガリタは修道士処女の伝承の中で作られた聖人とされる。これらの聖人伝には類似点が多くみられ、後述する聖人伝中でマルガリタはペラギウスを名乗るが、修道士として贖罪した聖ペラギアの聖人伝中においてもマルガリタと呼ばれていたとの記載がある。同じく男装した修道士として暮らした聖マリーナの聖人伝とも物語上の共通点が見られる。しばしばこれらの聖人は同一視される。

## 聖人伝
マルガリタは裕福で高貴な美しい乙女であった。マルガリタは貴族の青年と結婚することになったが、結婚式の夜に純潔の栄光を願って髪を切り男装して出奔した。マルガリタは遠く離れた修道院にたどり着くと修道士ペラギウスと名乗り、修道院で勉強することとなった。ペラギウスはその敬虔さと清らかさのために、女子修道院の修道院長に推薦されて務めることとなった。
悪魔はペラギウスを貶めるために、ある修道女を誘惑し妊娠させた。その立場上、いつでも修道女との密会の機会があったペラギウスは、修道士からも修道女からも疑われることとなり、裁判なしに有罪とされた。ペラギウスは修道院を追放され、洞窟に幽閉された。ペラギウスには毎日ひとつの小さなパンと少しの水が与えられるだけだったが、洞窟の中で変わらず神に感謝を捧げ続けた。
そのうちに自分の命が尽きることを悟ったペラギウスは、修道院長と修道士たちに充てて手紙を残した。手紙には俗世ではマルガリタと呼ばれていたこと、修道女たちの手で埋葬をしてほしいこと、修道女によってマルガリタの純潔が証明されるであろうことが書かれていた。手紙を読んだ修道士たちは修道女たちとともに洞窟に向かった。修道女たちはペラギウスを名乗るマルガリタが生娘であったことを知った。修道士と修道女たちは贖罪しマルガリタは女子修道院に埋葬されたここまで。